# Lucienne et Marcel Clerbois
Lucienne et Marcel Clerbois sont un couple de gérants d'une institution d'accueil de pupilles de la Nation. Pendant l'Occupation allemande, à partir de 1942, ils accueillent et cachent des enfants juifs. À ce titre, ils ont été reconnus en 2005 Justes parmi les nations. Lucienne Clerbois est née le 24 août 1899 et morte le 13 septembre 1964 ; Marcel Clerbois est né le 25 août 1897 et mort le 29 février 1988.

## Institution Clerbois
En 1923, les époux Clerbois rachètent l'Institution Archimbaud qui est un internat pour garçons à Rosny-sous-Bois. Son nom devient l'Institution Clerbois. Les époux y accueillent des pupilles de la Nation, titre décerné par l’État français lorsque des enfants âgés de moins de 21 ans perdent un parent au moment d'une guerre ou d'un attentat. L'Institution Clerbois est située à Rosny-sous-Bois 143, rue du Général-Leclerc.
En 1939, Marcel Clerbois est appelé par l’armée et, après sa démobilisation, le couple rouvre l’institution. Ils y habitent avec leur fils Michel alors âgé de 17 ans.

## Accueil des enfants juifs
En 1942, Marcel travaille avec le docteur Schmierer, un médecin juif qui, après la grande rafle de juillet 1942, lui demande de cacher des enfants juifs ; Marcel accepte sans hésiter puis Lucienne se joint à lui.
Ils vont y cacher plusieurs enfants juifs dont David Coronel, Yves Gordon, Jacques Rozenfarb, Henri Berman, et ils emploient des adultes juifs dans le personnel. Les enfants juifs cachés à l'Institution Clerbois étaient protégés et avaient à leur disposition des faux papiers qui leur étaient fournis quand ils en avaient besoin à l'occasion de contrôles. 
En 1963, la pension est convertie en centre de la Protection Judiciaire de la Jeunesse.
Le 11 mai 2005, les époux Clerbois sont reconnus, à titre posthume, comme Juste parmi les nations par l'institut Yad Vashem pour leur action héroïque pendant la Seconde Guerre mondiale, qui permit de sauver une dizaine d'enfants cachés. Une plaque commémorative rappelle cette action sur place. 